# Seifersdorf (Zedlitz)
Seifersdorf ist ein Ortsteil von Zedlitz im Landkreis Greiz in Thüringen.

## Lage
Seifersdorf liegt an der Kreisstraße 125, die den Ortsteil mit dem nördlichen Zedlitz sowie mit der westlich hinter einem Wald verlaufenden Bundesstraße 2 verbindet. Der Ortsteil liegt im Tal einer erhöhten Ebene westlich der Elsterniederung. Das Seitenbachtal wird auch Silbertal genannt. Die Gemarkung ist von Wald umschlossen. Der nördliche Zugang ist waldfrei.

## Geschichte
Am 4. Oktober 1209 wurde der Ortsteil erstmals urkundlich genannt.  Die Bewohner des Ortes lebten einst überwiegend vom Holzhandel und der Landwirtschaft.
Am 1. Juli 1950 erfolgte die Eingemeindung nach Zedlitz.
1998/99 wurden die Straßen im Dorf und die Außenanlagen saniert. Im Jahre 2000 war die Kirche an der Reihe.